# Pyrausta chrysopygalis
Pyrausta chrysopygalis is een vlinder van de familie van de grasmotten (Crambidae). De wetenschappelijke naam van deze soort is voor het eerst voorgesteld als Botys chrysopygalis door Otto Staudinger in een publicatie uit 1900.
De soort komt voor in Rusland (Altaj).